# Acapoeta tanganicae
Genre
Espèce
Synonymes
- Capoeta tanganicae Boulenger, 1900
- Varicorhinus tanganicae (Boulenger, 1900)

Statut de conservation UICN

 LC  : Préoccupation mineure
Acapoeta tanganicae, unique représentant du genre Acapoeta, est une espèce de poissons d'eau douce de la famille des Cyprinidae.

## Répartition
Cette espèce est endémique du lac Tanganyika. Ce lac est à la frontière entre la République démocratique du Congo, le Burundi, la Tanzanie et la Zambie.

### GenreAcapoeta
- (en) Catalogue of Life : Acapoeta (consulté le 20 janvier 2023)
- (en) FishBase : liste des espèces du genre Acapoeta (site miroir)
- (fr + en) ITIS : Acapoeta  Cockerell, 1910
- (en) WoRMS : Acapoeta (+ liste espèces)
- (en) UICN : taxon  Acapoeta  (consulté le 7 janvier 2023)

### EspèceAcapoeta tanganicae
- (en) Catalogue of Life : Varicorhinus tanganicae (Boulenger, 1900) Non Valide
- (en) Catalogue of Life : Acapoeta tanganicae (Boulenger, 1900) (consulté le 16 décembre 2020)
- (en + fr) FishBase : espèce Acapoeta tanganicae  (Boulenger, 1900) (+ traduction) (+ noms vernaculaires 1 & 2)
- (fr + en) ITIS : Acapoeta tanganicae  (Boulenger, 1900)
- (en) UICN : espèce Acapoeta tanganicae  (Boulenger, 1900) (consulté le 1er avril 2015)